# Jeux de gardian
Les jeux gardians sont des jeux d’adresse auxquels se livrent les cavaliers camarguais (gardians).

## Présentation
- le jeu du bouquet : il faut garder un bouquet de fleurs pendant un certain temps en résistant aux assauts des adversaires, pour l’offrir ensuite à une demoiselle qui récompensera le cavalier de sa bravoure et de sa ténacité, en lui donnant un baiser.
- le saut de cheval à cheval : le gardian saute sur un autre cheval qui n'est pas sellé.
- le saut de cheval à taureau : le gardian saute sur le taureau.
- le jeu des oranges : le cavalier lance son cheval au galop, puis il doit essayer de s’emparer d’une orange posée sur la paume de la main d’une Arlésienne (bras tendu à l’horizontale), ou posée sur un plateau.